# Cassa di Risparmio in Bologna
La Cassa di Risparmio in Bologna, abbreviata in CARISBO, è stato un istituto di credito italiano.

## Storia

Ultimo logo CARISBO, adottato prima dell'accorpamento con il gruppo Sanpaolo.

La sua fondazione risale al 14 luglio 1837, quando cento privati cittadini di Bologna creano la Cassa di Risparmio in Bologna, pensata come una società di credito al servizio delle "classi popolari".
Da questa costituzione per iniziativa di privati, ma fortemente indirizzata verso il sociale, venne la linea di operatività rimasta costante negli anni: la banca rimase fortemente ancorata al territorio e mantenne sempre un'attività benefica e culturale.
La banca, nella sua lunga vita, ebbe a cambiare la propria natura più volte. Nel corso del XIX secolo la tendenza fu di trasformare le associazioni private che operavano nell'ambito del sociale in un Ente di diritto pubblico e questa situazione rimase fino al 1991. In quell'anno prevalse la tendenza a favorire un processo di privatizzazione delle banche pubbliche e quindi anche delle casse di risparmio. Con la legge Amato le attività creditizie furono conferite a una Società per azioni mentre contestualmente fu costituita un'apposita Fondazione con il compito di farsi carico delle attività di natura sociale e di rimanere titolare del patrimonio: la Fondazione Cassa di Risparmio in Bologna.
Successivamente intervennero nel 1994 la Direttiva Dini e nel 1997/98 la Riforma Ciampi per accelerare la separazione tra banca e fondazione. Nel frattempo la Cassa di Risparmio in Bologna procedette ad un accorpamento con altre casse di risparmio del Nord-est:
- Cassa di Risparmio di Padova e Rovigo
- Gruppo Casse Venete S.p.A.

In seguito confluì in Sanpaolo IMI ed infine in Intesa Sanpaolo. La banca non è più operativa dal 25 febbraio 2019, quando è incorporata nella capogruppo.